# Ranunculus monophyllus
Ranunculus monophyllus Ovcz. – gatunek rośliny z rodziny jaskrowatych (Ranunculaceae Juss.). Występuje naturalnie w Rosji (Syberia), Kazachstanie, Mongolii oraz w północnych Chinach (w północnej części Hebei, w Heilongjiang, Mongolia Wewnętrzna, Shanxi i Sinciang). 

## Morfologia
PokrójBylina o czasami lekko owłosionych pędach. Dorasta do 15–45 cm wysokości.
LiścieSą trójdzielne lub potrójnie klapowane. Mają nerkowaty lub okrągło owalny kształt. Mierzą 1,5–3,5 cm długości oraz 2–5 cm szerokości. Są lekko owłosione. Nasada liścia ma sercowaty kształt. Brzegi są ząbkowane. Ogonek liściowy jest nagi i ma 5–14 cm długości.
KwiatySą pojedyncze. Pojawiają się na szczytach pędów. Mają żółtą barwę. Dorastają do 12–18 mm średnicy. Mają 5 eliptycznych działek kielicha, które dorastają do 4–5 mm długości. Mają 5 owalnych płatków o długości 5–8 mm.
OwoceOwłosione niełupki o odwrotnie jajowatym kształcie i długości 2–3 mm. Tworzą owoc zbiorowy – wieloniełupkę o jajowatym kształcie i dorastającą do 5 mm długości.

## Biologia i ekologia
Rośnie w lasach i na łąkach. Występuje na wysokości do 2000 m n.p.m. Kwitnie od kwietnia do czerwca. 